# دیرین‌پلی‌پلوئیدی

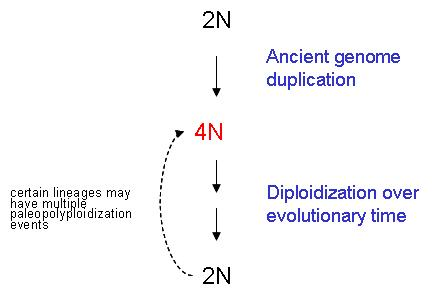
مروری بر فرایند دیرین‌پلی‌پلوئیدی بسیاری از یوکاریوت‌های بالاتر در مقطعی از تاریخ تکامل خود پالئوپلی پلوئید بودند.

دیرین‌پلی‌پلوئیدی (به انگلیسی: Paleopolyploidy) نتیجه تکرارهای ژنومی است که حداقل چندین میلیون سال پیش رخ داده‌است (MYA). چنین رویدادی می‌تواند ژنوم یک گونه را دو برابر کند (خودپلی‌پلوئیدی) یا ژنوم دو گونه را ترکیب کند (دگرپلی‌پلوئیدی). به دلیل افزونگی عملکردی، ژن‌ها به سرعت خاموش می‌شوند یا از ژنوم‌های تکراری گم می‌شوند. بیشتر دیرین‌پلی‌پلوئیدها، در طول زمان تکامل، وضعیت پلی‌پلوئید خود را از طریق فرآیندی به نام دیپلوئیدسازی از دست داده‌اند، و اکنون دیپلوئیدهایی مانند مخمر نانوایی، Arabidopsis thaliana , و شاید انسان در نظر گرفته می‌شوند.

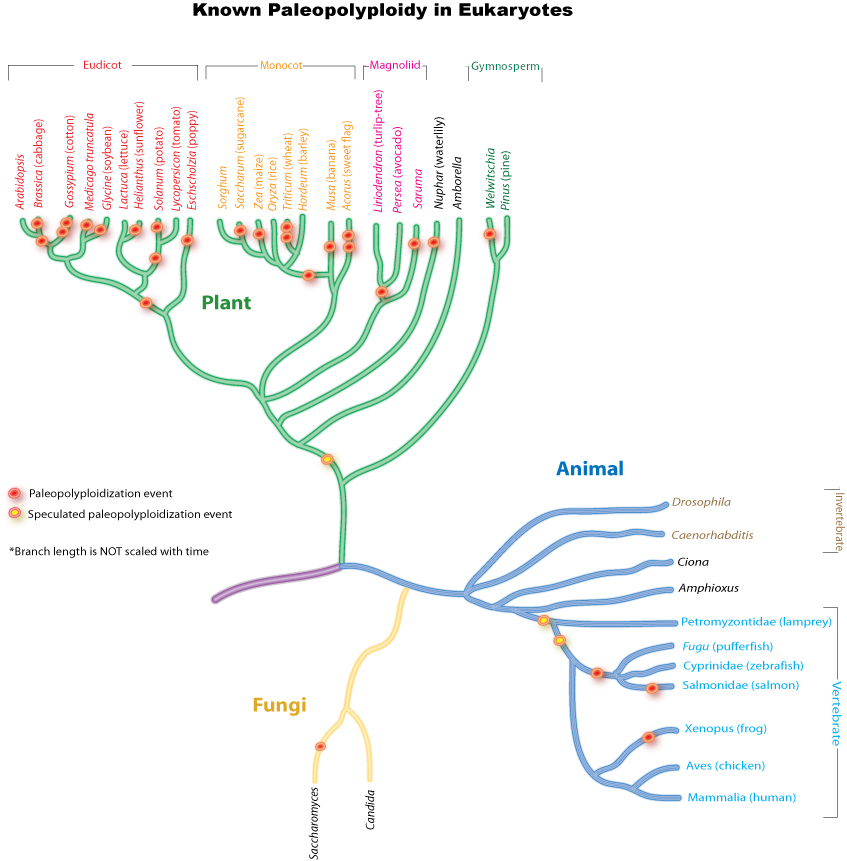
نموداری که تمام رویدادهای شناخته شده دیرین‌پلی‌پلوئیدسازی را خلاصه می‌کند.

اصطلاح mesopolyploid گاهی برای گونه‌هایی استفاده می‌شود که در تاریخ جدیدتر، مانند ۱۷ میلیون سال گذشته، تحت رویدادهای تکثیر کل ژنوم (تکثیر کل ژنوم، سه‌گانه‌سازی کل ژنوم و غیره) قرار گرفته‌اند.
یک رویداد پلی‌پلوئیدی ۱۶۰ million years ago فرض بر این است که خط اجدادی را ایجاد کرده‌اند که به همهٔ گیاهان گلدار مدرن منتهی شده‌است. این رویداد دیرین‌پلی‌پلوئیدی با تعیین توالی ژنوم یک گیاه گلدار باستانی، Amborella trichopoda مورد مطالعه قرار گرفت.

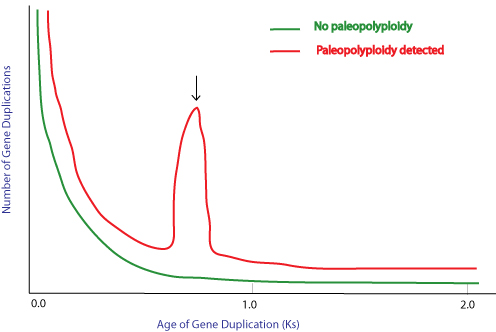
تشخیص دیرین‌پلی‌پلوئیدی با استفاده از Ks.